# Azalea Park
Azalea Park är en ort (CDP) i Orange County, i delstaten Florida, USA. Enligt United States Census Bureau har orten en folkmängd på 12 556 invånare (2010) och en landarea på 8,2 km².